# Schlossruine Łowicz
Die Ruine des befestigten Schlosses von Łowicz, die am westlichen Stadtrand der polnischen Stadt Łowicz in der heutigen Woiwodschaft Łódź liegt, war vom 14. bis zum 17. Jahrhundert ein bedeutender erzbischöflicher Sitz in Masowien. Sie befindet sich seit 1993 in privater Hand, wird archäologisch ausgewertet und soll erhalten bleiben.

## Lage
Die ehemalige Burganlage liegt rund 300 Meter vom heutigen Verlauf des Flusses Bzura entfernt und direkt westlich an der heutigen Landstraße 14 (hier ul. Zamkowa und ul. Podgrodzie genannt), die Łowicz mit der Woiwodschaftshauptstadt Łódź verbindet und seit Kurzem als Europastraße 30 Bestandteil der stark befahrenen Strecke Warschau-Posen bzw. Berlin ist. Die Ruine ist von einem Palisadenzaun umgeben und eingewachsen.

## Geschichte
Ursprünglich stand an der Stelle der heutigen Steinruine eine bewehrte Wohnanlage aus Holz. Sie gehörte den masowischen Fürsten (Piasten) und beherrschte eine Kreuzung bedeutender Handelsstraßen. Vermutlich ab dem 11. Jahrhundert war hier der Sitz einer Kastellanei, und seit dem 12. Jahrhundert gehörten die Gebäude zum Erzbistum Gnesen.

### Schlossbau

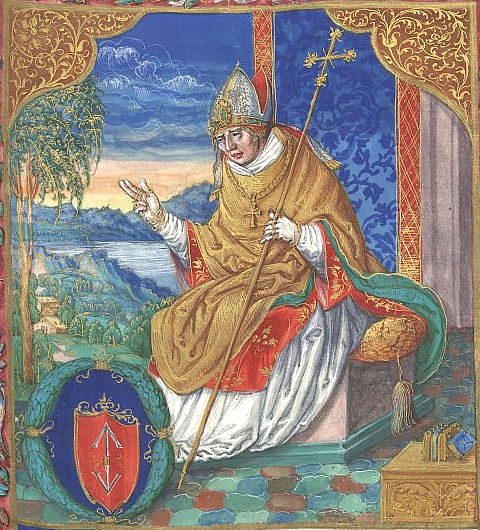
Der Bauherr des Schlosses: Jarosław Bogoria Skotnicki

Um 1355 ließ der Erzbischof Jarosław Bogoria Skotnicki an gleicher Stelle ein gotisches Schloss erbauen und richtete dort seine Hauptresidenz ein. Das Schloss wurde schnell zum kirchlichen und wirtschaftlichen Verwaltungszentrum der Region. In den folgenden Jahrhunderten wurde der befestigte Palast mehrmals ausgebaut und zur Residenz der Primasse der 1. polnischen Republik. Jan Łaski entwickelte hier eine rege Bautätigkeit.
Im Schloss hielten sich zeitweise bedeutende Könige (Kasimir II., Kasimir der Große, Sigismund II. August, Sigismund III. Wasa, Johann II. Kasimir, Johann III. Sobieski) und päpstliche Gesandte (Nuntien Lipomano, Commendone) sowie der Legat Possevino auf.

### Struktur
Die befestigte Anlage bestand im Innenbereich aus zwei parallel liegenden Gebäuden, sowie – je nach Ausbaustufe – einem bzw. mehreren Türmen. Der sogenannte „Obere Palast“ diente polnischen Königen und ihren Vertretern. Der dortige repräsentative „Königsraum“ war mit Porträts polnischer Könige, Prinzen und Gnesener Erzbischöfen ausgestattet. Der „Untere Palast“ bestand vor allem aus Wohnräumen. Wie im „Oberen Palast“ gab es hier eine Kapelle, außerdem Gerichtsräume.
In der zweiten Hälfte des 16. Jahrhunderts wurde der Palast unter dem Primas Jakub Uchański im Renaissance-Stil umgestaltet. Im Rahmen des Umbaus wurden auch die Verteidigungsanlagen ausgebaut.
Unter Wawrzyniec Gebicki entstanden ein Musiksaal sowie eine Bibliothek. Sein Nachfolger Henryk Firlej erneuerte den Altar der Hauptkapelle. Auch Jan Wężyk setzte die Bauarbeiten seiner Vorgänger fort – unter anderem mit einem Eingangstor und einem Badehaus im Garten.

### Zerstörung

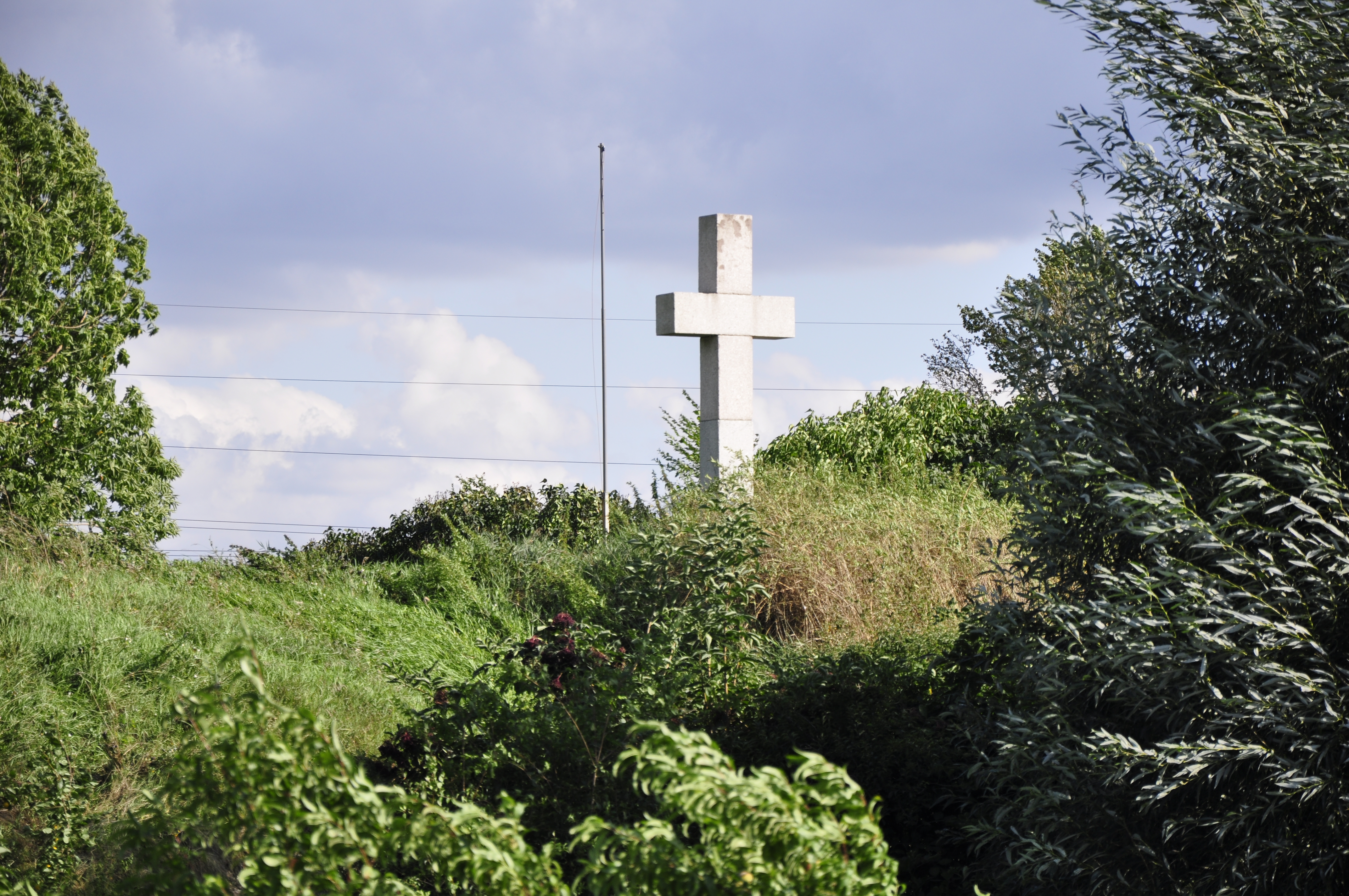
Reste des ehemaligen Militärfriedhofs in der Burganlage

Die Blütezeit der Stadt und damit des Schlosses ging mit der Potop zu Ende. Im Rahmen des Zweiten Nordischen Krieges besetzten Einheiten des schwedischen Königs Karl X. Gustav das Schloss. Zunächst verstärkte die schwedische Besatzung die Festungsanlagen wegen zunehmender Angriffe von Aufständischen unter anderem mit einem Ravelin an der Südflanke. Trotz häufiger Versuche der Polen, das Schloss zurückzuerobern, konnten die Schweden es so über einen längeren Zeitraum halten. Bei ihrem Abzug im Jahr 1657 sprengten sie jedoch die Anlagen.
Die Primasse Mikołaj Prażmowski, Theodor Andreas Potocki und Adam Ignacy Komorowski versuchten in der Folgezeit, die einstige Bedeutung des Bischofssitzes wiederherzustellen, aber die Verlegung der Residenz zunächst nach Skierniewice und später nach Warschau verhinderten dies.
Schließlich kam es bei den Auseinandersetzungen um die Konföderation von Bar erneut zu erheblichen Schäden, diesmal verursacht von russischen Truppen. Noch einmal wurde das Schloss im 18. Jahrhundert teilweise wiederaufgebaut und unter Erzbischof Michael Poniatowski als Produktionsstätte für Leinwände genutzt. Während der preußischen Herrschaft nach der Zweiten Teilung Polens wurde es um 1800 jedoch erneut zerstört. Von da an diente es nur noch als Steinbruch für Neubauten in Łowicz.
Vor der Zerstörung wurden Teile der noch erhaltenen Lapidarien in den Radziwiłłowa-Park Arkadia und auf das Anwesen von General Stanisław Klicki verbracht. In dem romantischen Palast Klickis finden sich so an den Wänden eingemauerte Flachreliefe, Konsolen und Fenstereinfassungen aus dem Łowiczer Schloss.
In den Jahren von 1914 bis 1918 wurde das Gelände als militärischer Friedhof genutzt. Zwischen den beiden Weltkriegen fanden Ausgrabungen und damit erste archäologische Forschungen zur Anlage statt. Seit 1993 befindet sich die Ruine im Privatbesitz. Führungen zu den erhaltenen Resten können telefonisch vereinbart werden.